# Arsenal (Métro Paris)

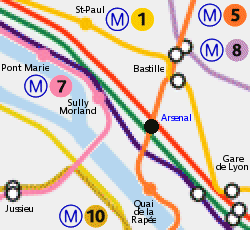
Die Station Arsenal im Netz von Métro und RER

Der U-Bahnhof Arsenal [aʁs(ə)nal] ist eine geschlossene, unterirdische Station der Pariser Métro auf der Linie 5 zwischen Bastille und Quai de la Rapée in Paris.

## Lage
Die Station liegt im 4. Arrondissement von Paris, im Quartier de l’Arsenal unter dem Boulevard Bourdon an der Einmündung der Rue Mornay. Sie befindet sich unmittelbar parallel neben dem Kanalhafen Port de l’Arsenal.

## Name
Namengebend für das Quartier und die Station war eine ehemalige Kanonenschmiede, deren Gebäude im 16. und 17. Jahrhundert als Waffenlager („Arsenal“) diente. Später war dort die Pulververwaltung und Antoine Lavoisier hatte dort seine Dienstwohnung und sein Labor.

## Geschichte
Eröffnet wurde die Station am 17. Dezember 1906. Mit Beginn des Zweiten Weltkriegs wurde sie am 2. September 1939, wie viele andere Metrostationen auch, geschlossen, da ein Teil des Personals der damaligen Betreibergesellschaft Compagnie du chemin de fer métropolitain de Paris (CMP) eingezogen wurde. Aufgrund ihrer Nähe zu den Bahnhöfen Bastille und Quai de la Rapée wurde sie nach Kriegsende nicht wieder in Betrieb genommen.

## Beschreibung
Der gewölbeartig aufgebaute U-Bahnhof liegt in geringer Tiefe unter dem Straßenniveau. Er weist zwei Seitenbahnsteige an zwei Streckengleisen auf, die Bahnsteige sind durch Gitterwände vom Gleisbereich getrennt. Unmittelbar südlich wird die Strecke vom Tunnel des RER A unterquert.

## Sonstiges
In den 1960er Jahren wurden in der Station neue Designs, Beschilderungen und Beleuchtungen erprobt. Aktuell nutzt die RATP die Räume zur Schulung von Mitarbeitern der Abteilung M2E (Wartung der elektronischen Anlagen).